# Перлотти, Луис
Луис Перлотти (исп. Luis Perlotti; 23 июня 1890 Буэнос-Айрес — 25 января, 1969 Пунта-дель-Эсте) — видный аргентинский скульптор 20-го века.

## Биография
Перлотти родился в Буэнос-Айресе в 1890 году, в семье итальянских эмигрантов. Его отец, работавший сапожником, умер в 1899 году, и маленький Луис был вынужден искать работу. Он был принят на работу на стекольный завод, и, позже, на фабрику производящую шкафы, где он развил навыки в полировке и формовке. Он начал свою учёбу как ремесленник и скульптор в Unione e Benevolenza (общество взаимопомощи), и был, позже, принят в Национальный институт искусства, где учился у художников Пио Колливадино, Пабло Кипамонти, и у скульптора Лусио Корреа Моралеса. Вскоре он получил заказы изготовить бюсты и памятники для Национального военного училища. В 1914 году он впервые выставил свои работы в Национальном салоне искусств.
Он познакомился с другими аргентинскими художниками, включая художника Бенито Кинкела Мартина, поэтессу Альфонсину Сторни, и другими, которые собирались в кафе «Тортони». Археологические находки Эдуардо Хольмберга и Хуана Батисты Амбросетти, а также креольская региональная беллетристика Рикардо Рохаса, повлияли на Перлотти и он включил мотивы коренного населения Аргентины в своём развивающимся стиле. Его тур в Анды в 1925 ещё больше повлиял на его работу в последующие годы.
Ему будут поручены создание масштабных публичных работ, а также работы для частных клиентов, в частности, монумент в Мар-дель-Плата его подруге, поэтессе Альфонсине Сторни, который был установлен в 1942 году напротив места, где она покончила жизнь самоубийством; Перлотти выгравировал на монументе её стихотворение 1925 года, Боль. Другие известные работы включают в себя монумент Митре, Бартоломе, в городе Корриентес; монумент Свободе Юга, в городе Часкомус; Возвращение на Родину, в Тунуйян, Мендоса; Танец Стрелы, в Парана (Аргентина) (который получил золотую медаль на Иберо-Американской выставке 1929 года, Севилья); монумент Анды, Парк Анд, в Чакаратиа Буэнос Айреса; Благочестие, на Кладбище Ла-Чакарита; монумент генерала Хуана Лавалье и боксёра Луиса Фирпо на Кладбище Реколета; монумент материнству на площади Ривадавиа; Рельеф (скульптура) в честь Девы Свобода в основании флагштока на Площади Ареналес; монумент Сан-Мартину, установленный в здании Верховного суда; и статуэтку гаучо вручаемую в качестве Премии Мартин Фьерро (исп. Martín Fierro), среди многочисленных его работ.
Перлотти подарил свой дом и мастерскую в Кабальито Буэнос-Айреса в 1969 году для использования в качестве музея. Отдыхая в Пунта-дель-Эсте, Уругвай, в январе 1969 года, скульптор погиб в автомобильном несчастном случае. Музей Луиса Перлотти стал муниципальным музеем скульптуры Буэнос-Айреса, и был вновь открыт в 2008 году после 4-летней реконструкции и расширения.

## Галерея

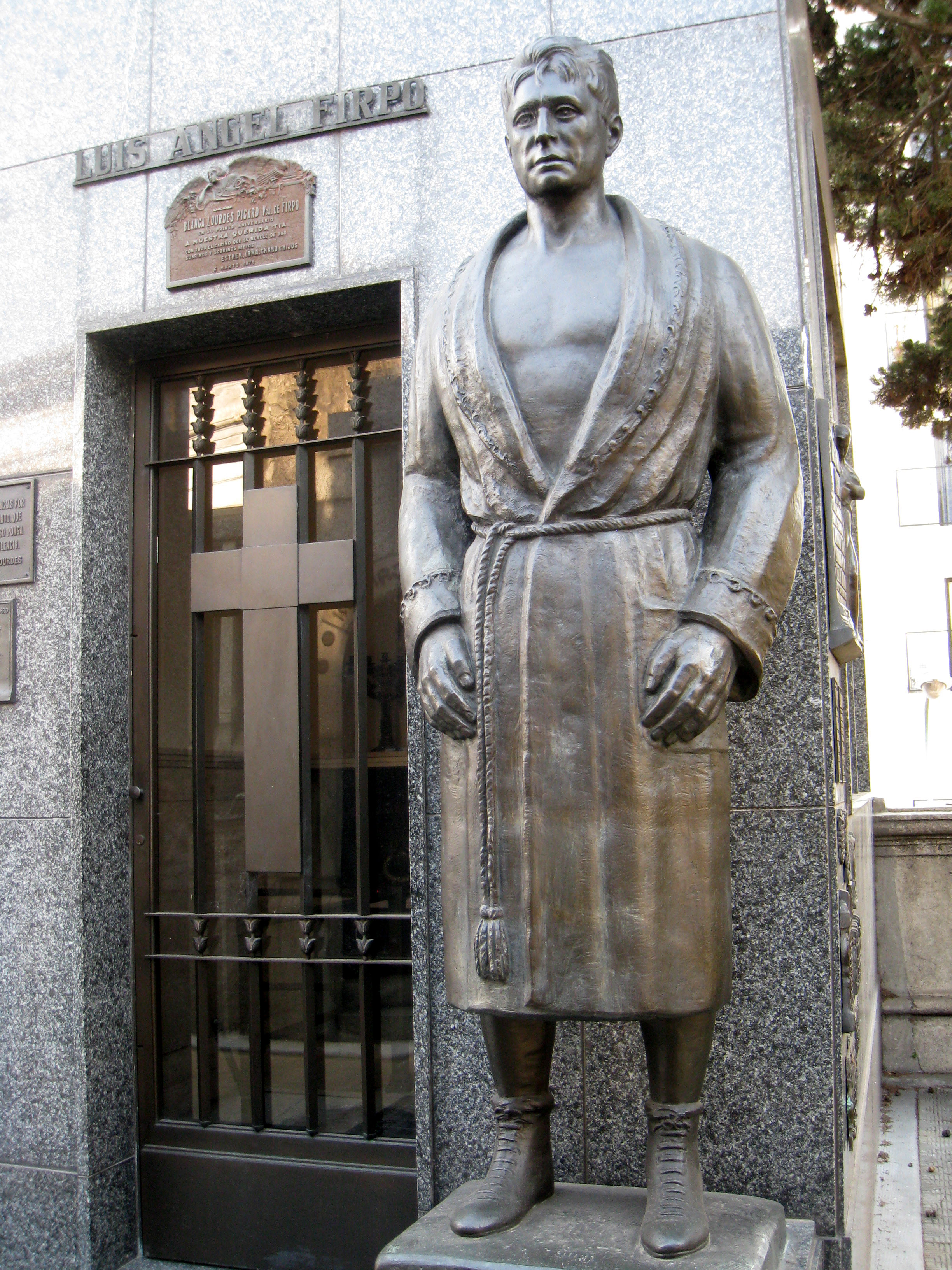
Могила Луиса Фирпо (Кладбище Реколета, 1960)
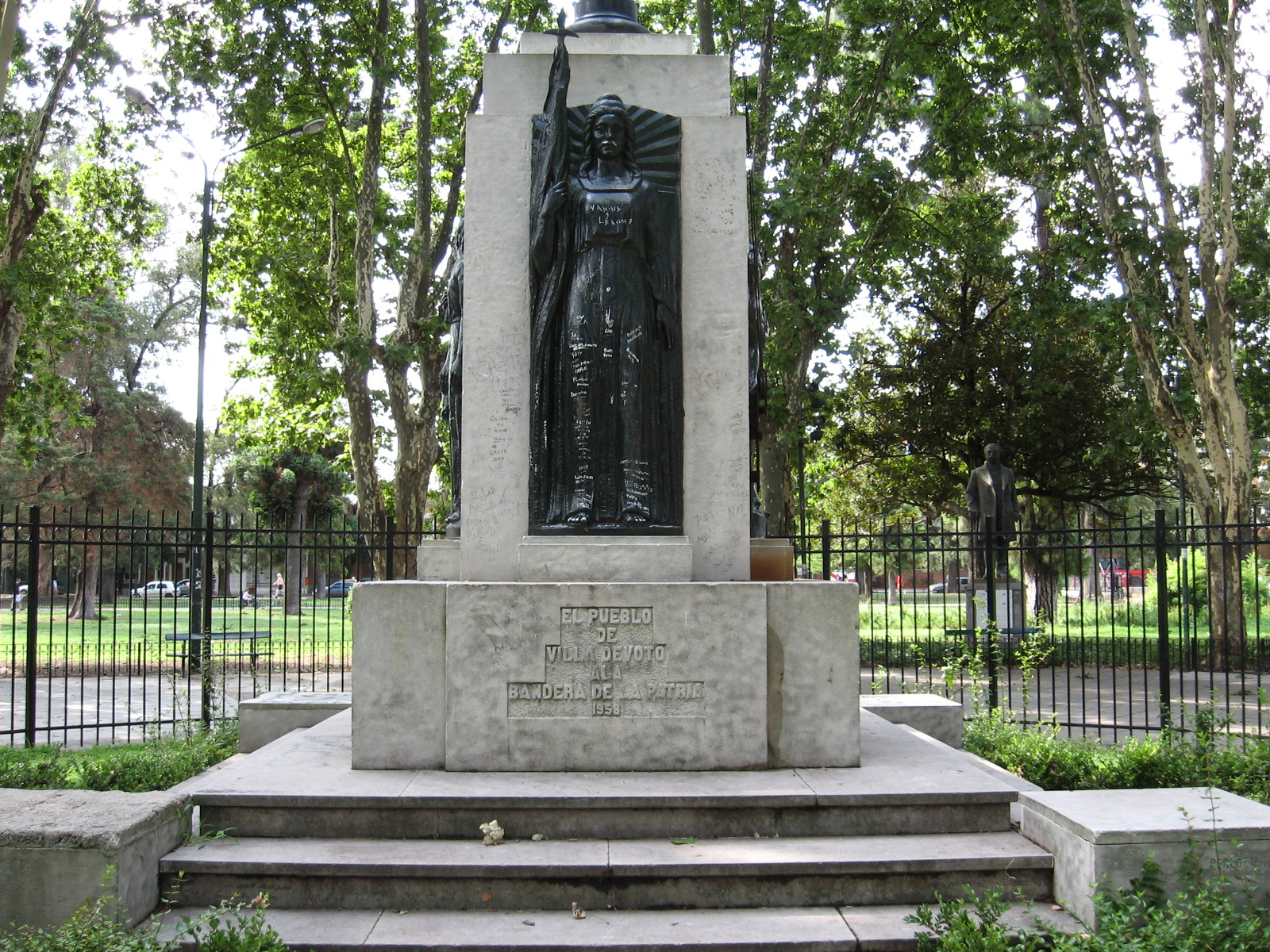
Рельеф Марианна (символ) (Вилья-Девото, 1958)
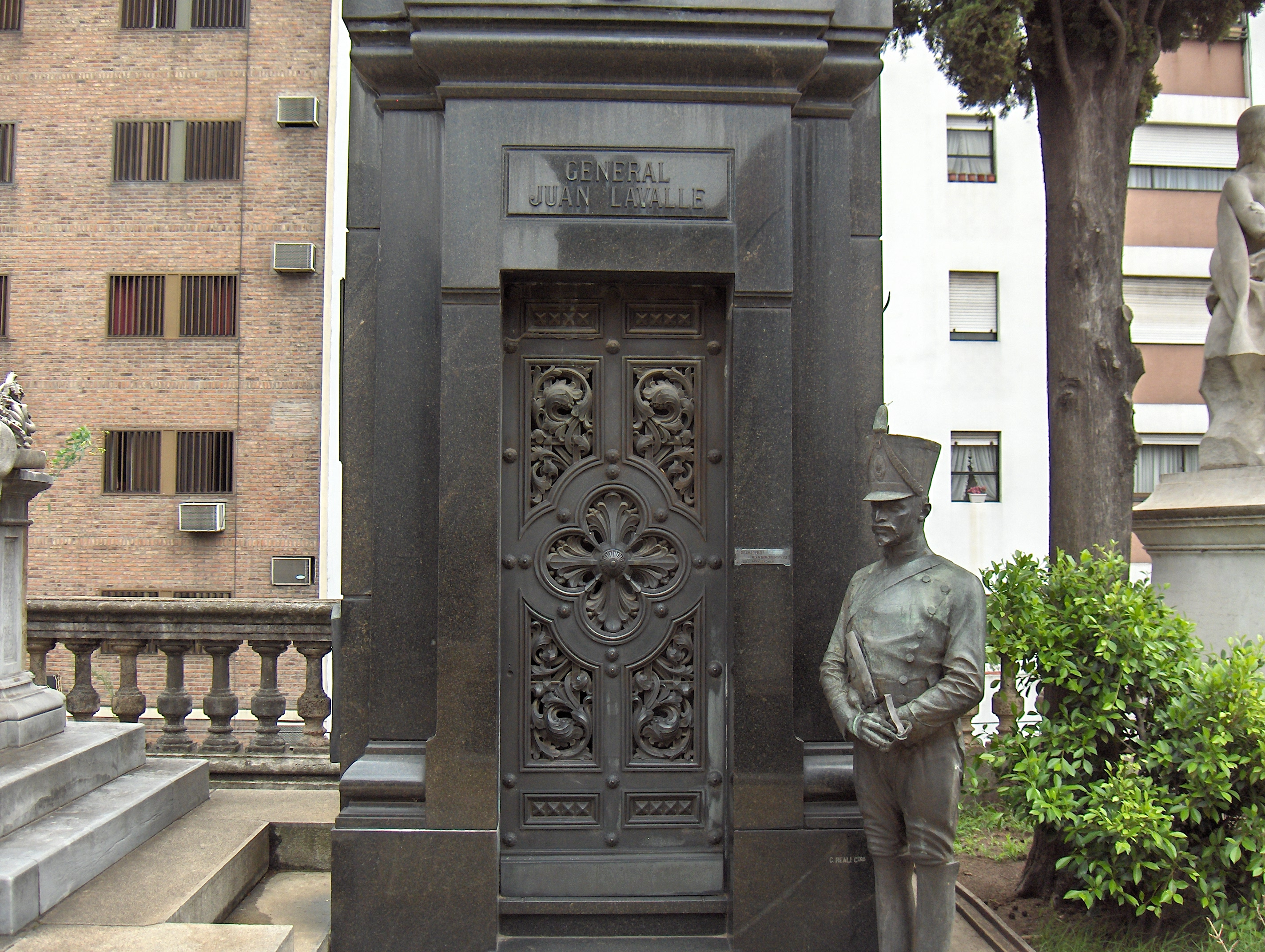
Могила Хуана Лавалье (Кладбище Реколета)